# سوكول
سوكول، فولوغدا أوبلاست (بالروسية: Сокол) هي إحدى مدن روسيا في الكيان الفدرالي الروسي فولوغدا أوبلاست.

## توأمة
لسوكول اتفاقيات توأمة مع:
- فالكياكوسكي